# Shell Valley (Dakota del Norte)
Shell Valley es un lugar designado por el censo ubicado en el condado de Rolette en el estado estadounidense de Dakota del Norte. En el censo de 2010 tenía una población de 1197 habitantes y una densidad poblacional de 30,73 personas por km².

## Geografía
Shell Valley se encuentra ubicado en las coordenadas 48°48′31″N 99°49′38″O / 48.80861, -99.82722. Según la Oficina del Censo de los Estados Unidos, Shell Valley tiene una superficie total de 38.95 km², de la cual 38.86 km² corresponden a tierra firme y (0.23%) 0.09 km² es agua.

## Demografía
Según el censo de 2010, había 1197 personas residiendo en Shell Valley. La densidad de población era de 30,73 hab./km². De los 1197 habitantes, Shell Valley estaba compuesto por el 1.75% blancos, el 0% eran afroamericanos, el 97.83% eran amerindios, el 0% eran asiáticos, el 0% eran isleños del Pacífico, el 0.08% eran de otras razas y el 0.33% pertenecían a dos o más razas. Del total de la población el 0.25% eran hispanos o latinos de cualquier raza.